# Församling (folkbokföring)
En församling som folkbokföringsbegrepp var fram till 31 december 2015 den minsta geografiskt administrativa indelningen av Sverige utifrån vilken Statistiska centralbyrån före 1995 gjorde årliga folkräkningar. Det innebar att alla personer som var folkbokförda i Sverige var registrerade per kommun och per församling i kommunen. Före kommunreformen 1971-1974 var församlingen den primära folkbokföringsenheten men var därefter, med kommunen som reell folkbokföringsenhet, mer att se som en rapporteringsenhet. 
Folkbokföringen administrerades av Svenska kyrkan fram till den 30 juni 1991 och folkbokföringens församlingar var identiska med den församlingsindelning som Svenska kyrkan tillämpade, men själva folkbokföringen hade inget med medlemskap i Svenska kyrkan att göra.
Riksskatteverket tog över folkbokföringen den 1 juli 1991. Samtidigt de sista kvarvarande kyrkobokföringsdistrikten upphörde men församlingen fortsatte att vara den geografiska indelning (även efter kyrkans och statens separering den 1 januari 2000) och ändringar i församlingsindelningar genom sammanslagningar inom Svensk kyrkan användes av Skatteverket som geografisk indelning.
Från 1 januari 2016 ersatte distrikten församlingar som befolkningsrapporteringsenheter.